# Slag bij Kawagoe
De Slag bij Kawagoe (Japans: 川越の戦い, Kawagoe no tatakai) vond plaats in 1545 en maakte deel uit van een mislukte poging van Ogigayatsu Tomosada om kasteel Edo te heroveren op de Hojo-clan. Ogigayatsu, een lid van een tak van de Uesugi-clan, kreeg steun van Ashikaga Haruuji en zijn verwant Uesugi Norimasa.
Ondanks een overweldigende aanvalsmacht, rond de 85.000, wisten de 3.000 man van het garnizoen van kasteel Kawagoe, onder leiding van Hojo Tsunanari, stand te houden tot hulptroepen arriveerden. De hulptroepen, onder leiding van de broer van Tsunanari, Hojo Ujiyasu, telden ongeveer 8.000 man. Een enkele soldaat werd eropuit gestuurd om langs de belegeringstroepen van de Uesugi te sluipen en het garnizoen te informeren over de aankomst van de hulptroepen. Hoewel ze nog steeds enorm in de minderheid waren, vertelde ninja spionnen de Hojo dat de aanvallers, en dan vooral Ashikaga Haruuji, hun waakzaamheid hadden laten varen in hun overmoed.
De Hojo probeerden een riskante tactiek uit en coördineerden een nachtelijk aanval met zowel het garnizoen als de hulptroepen. Tegen gebruik in werd de samoerai opgedragen zware harnassen achter te laten, die hen zouden afremmen en mogelijk hun positie zou vrijgeven, en de hoofden van verslagen vijanden niet mee te nemen. Dit ontkende de krijgers een groot deel van de eer van het gevecht, omdat op deze wijze hun overwinningen niet geregistreerd konden worden. De loyale troepen van de Hojo volgden echter de orders.
De tactiek slaagde en de Hojo verbraken het beleg. De nederlaag van de Uesugi zou ertoe leiden dat deze familie bijna werd uitgeroeid.